# Кулі (Берестовицький район)
Кулі (біл. Кулі) — село в складі Берестовицького району Гродненської області, Білорусь. Село підпорядковане Берестовицькій сільській раді, розташоване у західній частині області.